# Lucius Cornelius Lentulus (Bote)
Lucius Cornelius Lentulus war ein römischer Senator, Politiker und Militär.
Lucius Cornelius Lentulus gehörte zum Zweig der Lentuli der Familie der Cornelier. Bekannt ist er als Überbringer der Siegesnachricht von der Schlacht von Pydna, wo die Römer die Makedonen vernichtend schlugen und somit endgültig die Vormacht in Griechenland errangen. Wahrscheinlich ist er mit dem als Prätor des Jahres 140 v. Chr. belegten gleichnamigen Mann identisch. Zudem ist es möglich, dass er der Lucius Cornelius Lentulus ist, der 130 v. Chr. das Konsulat bekleidete.